# Balanites triflora
Balanites triflora är en pockenholtsväxtart som beskrevs av Van Tiegh.. Balanites triflora ingår i släktet Balanites och familjen pockenholtsväxter. Inga underarter finns listade i Catalogue of Life.